# Med Park
Medford R. "Med" Park (nacido el 11 de abril de 1933 en Britton, Dakota del Sur y fallecido el 23 de julio de 1998 en Nixa, Misuri) fue un jugador de baloncesto estadounidense que disputó cinco temporadas en la NBA. Con 1,88 metros de estatura, jugaba en la posición de escolta.

## Trayectoria deportiva

### Universidad
Jugó durante tres temporadas con los Tigers de la Universidad de Misuri, en las que promedió 9,3 puntos por partido. En su última temporada fue incluido en el mejor quinteto de la Big Seven Conference tras promediar 15,4 puntos.

### Profesional
Tras no ser elegido en el Draft de la NBA de 1955, fichó por los St. Louis Hawks, donde jugó 3 temporadas y media como suplente. En la temporada 1977-58 se proclamó junto a su equipo campeón de la NBA tras derrotar a Boston Celtics en las Finales. Park colaboró con 5,4 puntos y 2,6 rebotes por partido como suplente de Cliff Hagan.
Mediada la temporada 1958-59 fue traspasado, junto con Jack Stephens a Cincinnati Royals a cambio de Si Green. Allí jugó el resto de esa temporada y la siguiente, en la que promedió 8,7 puntos y 4,1 rebotes por partido.

## Estadísticas de su carrera en la NBA

### Temporada regular
| Temporada | Edad | Equipo            | Liga | P   | TIT | MIN  | TC  | TCA | %TC  | 3P | 3PA | %3P | TL  | TLA | %TL  | R.OF. | R.DEF. | REB | ASIS | ROB | TAP | PER | FP  | PTS |
| 1955-56   | 22   | St. Louis Hawks   | NBA  | 40  |     | 10.6 | 1.3 | 3.8 | .349 |    |     |     | 1.1 | 1.8 | .629 |       |        | 2.4 | 1.0  |     |     |     | 1.6 | 3.8 |
| 1956-57   | 23   | St. Louis Hawks   | NBA  | 66  |     | 17.1 | 1.8 | 4.9 | .364 |    |     |     | 1.6 | 2.2 | .740 |       |        | 3.0 | 1.4  |     |     |     | 2.1 | 5.2 |
| 1957-58   | 24   | St. Louis Hawks   | NBA  | 71  |     | 15.5 | 1.9 | 5.1 | .366 |    |     |     | 1.7 | 2.3 | .728 |       |        | 2.6 | 1.1  |     |     |     | 1.5 | 5.4 |
| 1958-59   | 25   | TOTAL             | NBA  | 62  |     | 18.2 | 2.3 | 5.8 | .402 |    |     |     | 1.9 | 2.4 | .767 |       |        | 3.0 | 1.7  |     |     |     | 1.5 | 6.5 |
| 1958-59   | 25   | St. Louis Hawks   | NBA  | 29  |     | 7.9  | 1.2 | 2.9 | .405 |    |     |     | 0.6 | 0.8 | .750 |       |        | 1.3 | 1.0  |     |     |     | 0.8 | 3.0 |
| 1958-59   | 25   | Cincinnati Royals | NBA  | 33  |     | 27.2 | 3.4 | 8.4 | .401 |    |     |     | 2.9 | 3.8 | .770 |       |        | 4.5 | 2.4  |     |     |     | 2.2 | 9.7 |
| 1959-60   | 26   | Cincinnati Royals | NBA  | 74  |     | 25.0 | 3.1 | 7.9 | .388 |    |     |     | 2.6 | 3.5 | .727 |       |        | 4.1 | 2.9  |     |     |     | 2.4 | 8.7 |
| Total     |      |                   | NBA  | 313 |     | 18.0 | 2.2 | 5.7 | .379 |    |     |     | 1.8 | 2.5 | .728 |       |        | 3.1 | 1.7  |     |     |     | 1.9 | 6.1 |

### Playoffs
| Temporada | Edad | Equipo          | Liga | P  | MIN | TCA | TC  | 3PA | 3P | TLA | TL | R.OF. | REB | ASIS | ROB | TAP | PER | FP | PTS | %TC  | %3P | %FT  | MIN  | PTS | REB | AST |
| 1955-56   | 22   | St. Louis Hawks | NBA  | 6  | 88  | 7   | 30  |     |    | 24  | 33 |       | 17  | 11   |     |     |     | 19 | 38  | .233 |     | .727 | 14.7 | 6.3 | 2.8 | 1.8 |
| 1956-57   | 23   | St. Louis Hawks | NBA  | 10 | 183 | 14  | 49  |     |    | 16  | 22 |       | 33  | 12   |     |     |     | 18 | 44  | .286 |     | .727 | 18.3 | 4.4 | 3.3 | 1.2 |
| 1957-58   | 24   | St. Louis Hawks | NBA  | 10 | 147 | 17  | 42  |     |    | 13  | 22 |       | 24  | 12   |     |     |     | 24 | 47  | .405 |     | .591 | 14.7 | 4.7 | 2.4 | 1.2 |
| Total     |      |                 | NBA  | 26 | 418 | 38  | 121 |     |    | 53  | 77 |       | 74  | 35   |     |     |     | 61 | 129 | .314 |     | .688 | 16.1 | 5.0 | 2.8 | 1.3 |